# Хивуд, Перси Джон
Перси Джон Хивуд (англ. Percy John Heawood, 8 сентября 1861, Ньюпорт — 24 января 1955, Дарем) британский математик.
Получил образование в школе королевы Елизаветы в Ипсуиче и в Эксетер-колледже в Оксфорде. Построил свою карьеру в Даремском университете, где в 1885 году назначен лектором, после чего, Цензором Общество Святого Катберта с 1897 по 1901 год, сменил Фрэнка Байрона Джевонса в должности старшего Проктора в 1901 году, профессор с 1910 года и вице-канцлер с 1926 по 1928 год. Награждён Орденом Британский империи за то что будучи Почётным секретарём Благотворительного фонда собрал 120 000 фунтов стерлингов для предотвращения обрушения Даремского замка в реку Уир.
Посвятил практически всю свою жизнь теореме о четырёх красках и связанным с ней вопросам. В 1890 году опубликовал первую статью, в которой указал на ошибку в доказательстве Альфреда Кемпе, которое считалось обоснованным в течение 11 лет; в той же статье он установил что достаточно пяти красок. Сама теорема о четырёх цветах окончательно доказана с помощью компьютера в 1976 году.
Хивуд также изучал раскраску карт на более высоких поверхностях и установил верхнюю границу хроматического числа такого графа с точки зрения связности (рода) поверхности. Эта верхняя граница доказана только в 1968 году как фактический максимум.
В Журнале Лондонского математического общества Г. А. Дирак писал:

По внешнему виду, манерам и образу мыслей Хивуд был экстравагантно необычным человеком. У него были огромные усы и худая, слегка сутулая фигура. Обычно он носил пальто с накидкой странного узора и явной древности и нёс старинную сумку. Его походка была деликатной и поспешной, и его часто сопровождала собака, которая могла присутствовать на его лекции. … Его прозрачная искренность, набожность и доброта сердца, а также эксцентричность и необычайное сочетание наивности и проницательности обеспечили ему не только восхищенный интерес, но также внимание и уважение его коллег.Оригинальный текст (англ.)In his appearance, manners and habits of thought, Heawood was an extravagantly unusual man. He had an immense moustache and a meagre, slightly stooping figure. He usually wore an Inverness cape of strange pattern and manifest antiquity, and carried an ancient handbag. His walk was delicate and hasty, and he was often accompanied by a dog, which was admitted to his lectures. ... His transparent sincerity, piety and goodness of heart, and his eccentricity and extraordinary blend of naiveté and shrewdness secured for him not only the fascinated interest, but also the regard and respect of his colleagues.— 
Среди его интересов значится иврит, он является двоюродным братом физика Оливера Лоджа.
Даремский университет присуждает ежегодную Премию Хивуда студенту, получившему диплом по математике, имеющему выдающиеся результаты на последнем году обучения.